# (336) Lacadiera
(336) Lacadiera es un asteroide perteneciente al cinturón de asteroides descubierto el 19 de septiembre de 1892 por Auguste Honoré Charlois desde el observatorio de Niza, Francia.
Está nombrado por La Cadière-d'Azur, villa del sur de Francia.

## Características orbitales
Lacadiera forma parte de la familia asteroidal de Flora.